# Jean-Emmanuel de Bethune
Baron Jean de Bethune, voluit Jean Baptiste Emmanuel Félix Pierre Marie de Bethune (Kortrijk 18 augustus 1959) is een Belgische politicus voor de CD&V, waar hij de middenstandsvleugel vertegenwoordigt.

## Levensloop

### Familie
Jean de Bethune is een telg uit de familie de Bethune. Hij is een zoon van voormalig burgemeester van Marke en Kortrijk Emmanuel Pierre de Bethune en van Margaretha Van Cauwelaert de Wyels, op haar beurt een dochter van politicus en journalist Karel van Cauwelaert de Wyels. Hij is een jongere broer van Sabine de Bethune, eveneens CD&V-politica en voormalig voorzitster van de Senaat. Hij is getrouwd met Annemie Drieskens (1961) en vader van twee dochters, Anaïs en Louise.

### Loopbaan
Aan de Katholieke Universiteit Leuven behaalde Jean de Bethune de graad van licentiaat in de rechten. Van 1982 tot 1984 was hij voorzitter van Leuvense afdeling van de Christen Democratische Studenten en van 1984 tot 1989 voorzitter van CVP-Jongeren Kortrijk. Beroepshalve werd hij advocaat aan de balie te Brussel.
Van 1987 tot 1999 was hij achtereenvolgens adviseur van de Vlaams minister van Leefmilieu Jos Dupré en adjunct-kabinetschef van de federale ministers van KMO Jos Dupré, André Bourgeois en Karel Pinxten.
De Bethune is lid van de provincieraad van West-Vlaanderen sinds 1987. Van 2001 tot 2012 was hij voorzitter van de provincieraad en sinds 2012 is hij provinciaal gedeputeerde, onder meer bevoegd voor economie, externe relaties, Europese programma’s, ontwikkelingssamenwerking en hoger onderwijs. Hij is tevens voorzitter van de provinciale ontwikkelingsmaatschappij POM West-Vlaanderen.
Hij is gemeenteraadslid van Kortrijk sinds 2000 en was van 2000 tot 2012 schepen bevoegd voor onder andere economie, toerisme, facility’s, patrimonium, ICT en onderwijs.
De Bethune is voorzitter van theaterproductiehuis Antigone en was ruim drie decennia voorzitter van de volleybalclub van Marke. Hij is tevens bestuurder van diverse culturele verenigingen, sociale huisvestingsmaatschappijen en intercommunale verenigingen. Sinds 2021 is hij voorzitter van de Eurometropool Rijsel-Kortrijk-Doornik in opvolging van Rudy Demotte.